# Парламентские выборы в Таиланде (2014)
Досрочные парламентские выборы в Таиланде проходили 2 февраля 2014 года после роспуска парламента в результате политического кризиса 2013 года. На выборах избирались 500 депутатов Палаты представителей, нижней палаты парламента страны.
Голосование в 69 из 375 избирательных округов было сорвано оппозицией, призвавшей к бойкоту выборов. В части этих округов было проведено повторное голосование 2 марта 2014 года. В остальных округах также планировалось проведение повторных выборов, однако 21 марта 2014 года Конституционный суд Таиланда признал выборы недействительными, так как они не были проведены одновременно по всей стране.

## Контекст
После того, как правящая партия Пхыа Тхаи попыталась принять закон об амнистии, оппозиция обвинила её в попытке вернуть заочно осуждённого бывшего премьер-министра Таксина Чиннавата, скрывающегося за границей, чтобы избежать наказания. После этого начались волнения и беспорядки, которые привели к требованию протестующих об уходе правительства и исключения семьи Чиннавата из политики страны. После того, как оппозиционные депутаты парламента стали массово выходить из парламента, на следующий день 9 декабря премьер-министр Йинглак Чинават (младшая сестра Таксина Чиннавата) попросила короля о досрочном роспуске парламента и объявлении внеочередных выборов, чтобы разрешить возникший политический кризис. Оппозиционный лидер Сутхеп Тхаугсубан тем не менее заявил, что протесты продолжатся пока не будет сформирован народный совет, так как цель протестов ещё не достигнута.. Лидер Демократической партии Апхисит Ветчачива заявил, что его партия не будет участвовать в выборах.

## Голосование
26 января демонстранты заблокировали доступ ко многим избирательным участкам в Бангкоке и на юге Таиланда, а именно, окружили избирательные участки и закрыли двери при помощи цепей, из-за чего избиратели, собиравшиеся голосовать досрочно, не смогли это сделать. При этом лидеры оппозиции ранее пообещали, что не будут мешать голосованию. Избирательная комиссия Таиланда призвала правительство перенести выборы на три месяца из-за нестабильной ситуации.
2 февраля голосование на всеобщих выборах завершилось. Голосование было прервано в 13 из 33 избирательных участков в Бангкоке и в 37 из 56 участков на юге Таиланда — из-за антиправительственных выступлений Демократической партии, но в целом выборы прошли мирно. Голосование прошло под усиленной охраной силовых ведомств, численностью более 130 тысяч сотрудников. К примеру, только в Бангкоке охрану порядка обеспечивали 12 тысяч человек. После того, как было сорвано голосование на 10,8 % участков, Центральная избирательная комиссия Таиланда отказалась объявить результаты выборов. Итоги будут объявлены после 23 февраля. К этому времени будет проведено дополнительное голосование на оставшихся участках.
12 февраля Конституционный суд Таиланда отказался признать результаты выборов недействительными из-за отсутствия для этого необходимых оснований. Иск был подан Демократической партией. Оппозиционеры утверждали, что прошедшие выборы являются неконституционными, поскольку во время голосования были допущены многочисленные нарушения.

## Объявление выборов недействительными и новые выборы
21 марта Конституционный суд Таиланда признал недействительными результаты парламентских выборов, прошедших 2 февраля. Суд пришёл к выводу, что голосование не соответствовало конституции страны по причине того, что ряд местных избиркомов под давлением оппозиционных демонстрантов не открыл избирательные участки, и таким образом, выборы не прошли в один день по всей стране. Конституционный суд также рекомендовал временному правительству немедленно начать консультации по поводу проведения новых выборов.
16 апреля официальный представитель Избирательной комиссии Таиланда Сомчай Сисуттхиякон заявил, что новое правительство может начать работу в октябре при условии, что Национальное собрание будет избрано в конце июля 2014 года. По его словам, комиссия могла бы организовать новые выборы 20 и 27 июля, с использованием новых технологий, не позволяющих оппозиции блокировать офисы избирательных комиссий ещё на этапе подачи заявлений от кандидатов в депутаты, как это было раньше. В этот раз, отмечает Сисуттхиякон, подать документы на регистрацию можно будет через интернет и «если все пойдет не так плохо, парламент сможет начать свою работу уже в сентябре. А в октябре будет избран новый кабинет министров». 22 апреля Избирательная комиссия провела встречу с политическими партиями Таиланда, на которой была обсуждена возможность проведения новых выборов в Национальное собрание. Участие приняла и оппозиционная Демократическая партия, бойкотировавшая эти выборы. Согласно законодательству Таиланда, партия дважды отказавшаяся участвовать в предвыборной гонке должна быть распущена. Несмотря на существующую угрозу роспуска, окончательное решение пока не принято
30 апреля представитель Избирательной комиссии Таиланда объявил о договорённости с премьер-министром Йинглак Чиннават о повторном проведении парламентских выборов 20 июля 2014 года. Формально одобрить эту дату должен король Пхумипон Адульядет. Лидер Демократической партии Апхисит Ветчачива заявил, что его партия пойдет на выборы, если их предложения по дальнейшему реформированию политической системы будут приняты. Об этом говорит и лидер демонстрантов Сутеп Таугсубан, настаивая, что выборы могут пройти только после глобальной избирательной реформы.
15 мая официальный представитель избирательной комиссии королевства Сомчай Сисуттхиякон, сказал, что «мы не сможем провести выборы 20 июля. Назначение другой даты выборов будет зависеть от того, когда мы сможем встретиться с правительством», после того, как встреча состава избиркома и исполняющего обязанности премьер-министра Ниваттхумронга Бунсонгпайсана была сорвана оппозиционерами ворвавшимися в здание.